# Centaurée à feuilles simples
Centaurea simplicicaulis
Espèce
Classification phylogénétique
La centaurée à feuilles simples (Centaurea simplicicaulis) est une espèce de plante à fleurs de la famille des Astéracées.
C'est une plante herbacée vivace.